# Meet Again
Meet Again è un brano musicale di Megumi Hayashibara, scritto da Takahashi Go e dalla stessa Hayashibara e pubblicato come singolo il 26 luglio 2006 dalla Starchild Records. Il brano è stato incluso negli album della Hayashibara Plain e Slayers Megumix. Il singolo raggiunse la dodicesima posizione della classifica settimanale Oricon, e rimase in classifica per sei settimane. Meet Again è stato pubblicato per commemorare il decimo anniversario della saga Slayers, ed infatti tutti gli altri brani presenti sul CD singolo in precedenza erano stati utilizzati per Slayers.

## Tracce
CD singolo KICM-1164
1. Meet again – 4:44
2. Get Along (~SelfTag Version~) – 4:07
3. Give a Reason (~Ballad Version~) – 4:33
4. Don't Be Discouraged – 4:09
5. Meet again (Off Vocal Version) – 4:44

Durata totale: 22:17

## Classifiche
| Classifica (2006)                        | Posizione più alta |
| ---------------------------------------- | ------------------ |
| Giappone (Classifica settimanale Oricon) | 12                 |